# Molières-Cavaillac
Molières-Cavaillac este o comună în departamentul Gard din sudul Franței. În 2009 avea o populație de 913 de locuitori.

## Evoluția populației
| An        | 1975 | 1982 | 1990 | 1999 | 2006 | 2009 |
| --------- | ---- | ---- | ---- | ---- | ---- | ---- |
| Populație | 504  | 617  | 705  | 800  | 949  | 913  |